# Narva oljeskifferkraftverk
Narvas kraftverk (estniska: Narva Elektrijaamad) är ett kraftgenereringskomplex i och nära Narva i Estland, nära gränsen till Leningrad oblast, Ryssland. Komplexet består av världens två största oljeskiffereldade termiska kraftverk, Eesti kraftverk (Eesti Elektrijaam) och Balti kraftverk (Balti Elektrijaam). Oljeskiffret kommer från närliggande Kohtla-Järve.
År 2016 genererade Narva kraftverk ca 90 % av den totala elproduktionen i Estland. Komplexet ägs och drivs av AS Narva Elektrijaamad, ett dotterbolag till Eesti Energia.

## Balti kraftverk
Balti kraftverk ligger ca 5 km sydväst om Narva och byggdes mellan 1959 och 1965. I slutet av 2005 hade kraftverket en effekt på 765 MW, med en värmekapacitet på 400 MW. Kylvattnet tillförs från Narva-reservoaren, som är nära ansluten till Narva-floden via två 1 kilometer långa inloppskanaler. Balti kraftverk är den enda leverantören av värmekraft till Narvas fjärrvärmesystem.
Balti kraftverk består av en gammal och en ny del. Den gamla delen hade inledningsvis arton TP-17-pannor och åtta 100 MWe-turbiner. Fyra pannor och två turbiner är för närvarande i drift, medan de andra har tagits ur drift. Den nya delen har åtta TP-67-pannor och fyra 200 MWe-turbiner. Alla dessa pannor använder tekniken för pulveriserad förbränning (PC). 2003 rekonstruerades enhet 11 för att använda CFBC-tekniken (cirkulerad fluidiserad bäddförbränning), som är mer effektiv och miljövänlig och ger lägre SO2- och CO2-utsläpp) än PC-teknik.
Balti kraftverk har fyra skorstenar, varav tre är ca 150 m höga och den fjärde drygt 180 m.

## Eesti kraftverk

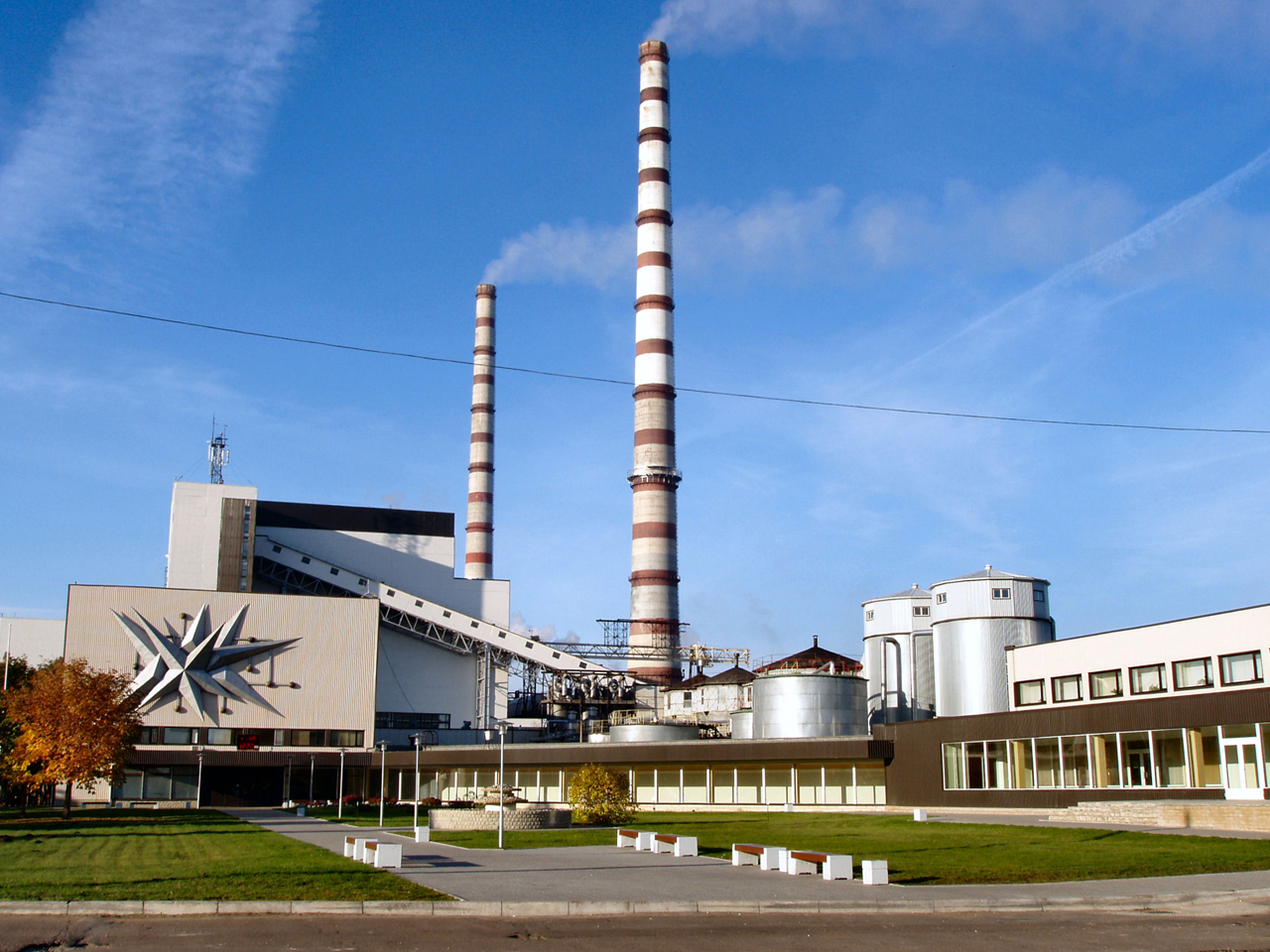
Eesti kraftverk

Kraftverket Eesti ligger ca 20 km väst-sydväst om Narva. Det byggdes mellan 1963 och 1973. I slutet av 2005 hade Eesti kraftverk en kapacitet på 1 615 MW. Den installerade termiska kapaciteten var 84 MW. Kylvatten tillförs från floden Narva och floden Mustajõgi via en 7 kilometer lång kanal.
Eesti kraftverk hade inledningsvis sexton TP-101 pannor och åtta 200 MWe ångturbiner. Fjorton pannor och sju turbiner är för närvarande i drift. År 2003 rekonstruerades enhet 8 för att använda CFBC-tekniken.
Eesti kraftverk har två 250 meter höga skorstenar, som är de högsta i Estland.
Åren 2013-2015 genomförde Fortum NOx-reducerande åtgärder på fyra enheter och åtta pannor för att halvera utsläppen och kunna uppfylla EU:s NOx-utsläppsgräns på 200 mg/Nm³ som trädde i kraft 1 januari 2016.
År 2014 utsågs Eesti kraftverk till EU:s femtonde mest förorenande kraftverk. Det var också det enda kraftverket i de baltiska staterna och de nordiska länderna på listan  och släppte ut 10,67 Mton koldioxid/år.

## Auvere kraftverk
Den 14 januari 2011 tecknade Narva Elektrijaamad ett kontrakt med det franska krafttekniska företaget Alstom om byggandet av det nya Auvere kraftverket intill det befintliga Eesti kraftverket. Det första kontraktet på 540 miljoner euro, som gällde en konstruktion av en 300 MW oljeskifferenhet, slutfördes 2015. Enheten använder en  cirkulerande fluidiserad bäddpanna.
Det ursprungliga kontraktet innehöll en också en option för en andra enhet, men i februari 2014 avbröts  planerna på en andra enhet.

## Askhantering
Oljeskiffern som bränns vid Narvas fabriker producerar ungefär 46 % aska, så stationerna producerar cirka 4,5 miljoner ton aska per år. Askan tvättas bort med vatten och det smutsiga vattnet lagras i laguner av aska som ser ljusblåa ut på satellitfoto. Balti har två lagringsområden. Det västra, som inte används längre, är indelat i tolv delregioner med cirka tre meter breda banker. Det östra, som fortfarande används, är indelat i tre delregioner. Askan är mycket alkalisk, eftersom den obrännbara delen av oljeskiffern huvudsakligen består av kalksten.

## Vindkraftspark
År 2012 uppfördes en vindkraftspark på 39 MW på det stängda askfältet vid Balti kraftverk. Vindkraftsparken består av 17 Enercon E82 vindkraftverk med en effekt på 2,3 MW vardera. Navhöjden är 107 meter och rotordiametern är 82 meter. Tjugotvå meter långa pålar har borrats in i fältets kalkstensbas för att fästa vindkraftverkens fundament. Vindkraftparken kostade 60 miljoner euro och stod färdig 2012.